# Alan R. Katritzky
Alan R. Katritzky (Londra, 18 agosto 1928 – 10 febbraio 2014) è stato un chimico britannico naturalizzato statunitense, uno dei massimi esperti mondiali di chimica degli eterocicli.
Katritzky ha studiato alla University of Oxford dove si è laureato e alla University of Cambridge dove ha concluso il suo dottorato. Nel 1963 è diventato professore della University of East Anglia, successivamente nel 1980 si è trasferito in Florida dove insegna alla University of Florida.
Autore di numerosi libri e numerose pubblicazioni (2215 a settembre 2010), è stato decorato con numerosi riconoscimenti e numerose lauree honoris causa per il suo lavoro nella chimica organica e in particolare nella chimica degli eterocicli.

## Onorificenze
- Tilden Prize della Royal Society of Chemistry (1975)
- Fellow of the Royal Society, England (1980)
- Fellow of the American Association for the Advancement of Science (2000)
- Cope Senior Scholar Award of the American Chemical Society (2002)